# Adelfia
Adelfia è un comune italiano di 16 381 abitanti della città metropolitana di Bari in Puglia. Fu istituito nel 1927 dalla fusione dei comuni di Canneto di Bari e Montrone. Per suggellarne l'unione, al nuovo comune fu posto il nome Adelfia, ossia "fratellanza" (dal greco adelphòs).

## Geografia fisica

### Territorio
Adelfia è situata a ridosso dei primi pendii delle Murge centrali, a circa 13 km da Bari. Confina a ovest con Sannicandro, a nord con Bitritto, Bari e Valenzano, a est con Casamassima e a sud con Acquaviva delle fonti. Il territorio comunale ha una superficie di 29 km², e raggiunge la sua altitudine massima di 231 m s.l.m. nei territori confinanti con Acquaviva, mentre raggiunge quella minima di 103 m s.l.m. nei territori confinanti con Bari. Il panorama dominante è composto da vigne, e anche da ulivi e mandorli, e roverelle verso l’interno.

### Clima
Il clima di Adelfia è mediterraneo, con estati calde e secche e inverni moderatamente freddi, grazie alla lontananza dal mare e all’altitudine di bassa collina. Le precipitazioni sono abbondanti in inverno e primavera, con accumuli mensili di circa 60 - 65 mm; in autunno sono lievemente minori, e in estate sono molto scarse, con circa 30 mm mensili. La neve si verifica circa una volta l’anno.

## Storia
Il territorio dell’attuale Adelfia fu sicuramente abitato in epoca pre-romana, come dimostrano gli antichi sepolcri rinvenuti risalenti al VI-V secolo a.C. È anche sicuro che vi passarono gli invasori Goti, Bizantini, Longobardi, Franchi, Saraceni e Normanni, pur non essendoci rimasto nulla da menzionare per confermarlo.

### Storia di Montrone

#### Fondazione
Secondo quanto scritto nel Settecento da don Cataldo de Nicolai, uomo religioso appartenente alla famiglia marchesale di Canneto, Montrone sorse nel 982. Il commerciante bizantino Roni Sensech, in fuga da Bari sotto l'incalzare delle truppe longobarde di Ottone II, si stabilì su un'altura poco vicina, che si presentava particolarmente adatta al pascolo e al commercio del bestiame. Nacque così il villaggio di Mons Roni (o Monteroni).
Il primo nucleo di abitanti contava 31 persone, tra cui un sacerdote bizantino, che dipinse una Natività in una grotta locale. Su volere di Marco, figlio di Roni in corrispondenza di quella grotta fu edificata la cappella della Madonna del Principio nel 1086, poi consacrata dall'arcivescovo di Bari, Ursone. A quel punto si contavano circa 250 abitanti, che nel 1156 aumentarono ulteriormente per via della distruzione di Bari da parte di Guglielmo I il Malo, re di Sicilia.

#### Riconoscimento come comune
Il 18 novembre 1167 il successore di Guglielmo I, re Guglielmo II il Buono, riconobbe Montrone come “università” (comune) e la diede in feudo ad un suo uomo fidato, Goffredo Tortomanni. Il primo documento storico in cui vengono menzionati Canneto e Montrone è infatti la bolla di papa Alessandro III del 28 giugno 1172, in cui vengono indicati i paesi sotto l’autorità di Rainaldo, arcivescovo di Bari: “…Monteronum, Lositum, Cannitum…”. Da questo momento in poi, si può stabilire più o meno esattamente la serie dei feudatari di Montrone: a Goffredo Tortomanni succedette il ravennese Pasquale (o Pascazio) de Palma, avendo sposato la figlia Geronima.
Nel 1266 re Carlo I d’Angiò donò il feudo ad un suo luogotenente, Rodolfo De Colant, venuto con lui dalla Francia per aiutarlo nella conquista del Regno di Sicilia. Nel 1276 il feudo fu assegnato a Sparano da Bari, per premiarlo dell’aiuto prestato contro Manfredi e Corradino di Svevia, pretendenti al trono siciliano. Morto Sparano, il 28 Aprile 1294 re Carlo II d’Angiò investì il figlio di Sparano - che era già padrone di Altamura - anche di Montrone, Valenzano e Magliano. La famiglia di Sparano tenne il feudo fino al 1339, quando esso venne ceduto al nobile napoletano Gualtieri Galeoti. Nel 1380 I successori di quest’ultimo lo vendettero al conte siciliano Gualtiero di Aspruch. Successivamente, re Carlo III revocò il feudo per darlo al suo aiutante di campo, Riezio Clignetti. Nel 1390, Riezio vendette il possesso al nobile barese Nicolò Dottula, che dotò il borgo di un castello con torre, nucleo dell'attuale palazzo marchesale. Nel 1417 il feudo fu venduto a Nicolò Fusco di Ravello, già padrone di Valenzano. Nel 1423 Montrone divenne possesso del nocerino Niccolò Offieri. Nel 1444 il Codice Diplomatico Barese documenta la vendita del feudo ad un Guarino di Lecce.

#### Gli Acquaviva
Nel 1481 il feudo fu venduto a Giulio Antonio Acquaviva, Duca di Atri e Conte di Conversano, che pose Montrone sotto il controllo di suo figlio Andrea Matteo Acquaviva. Secondo don Cataldo, gli Acquaviva furono sgraditi alla popolazione di Montrone, perché volevano "mettere in evidenza nuove consuetudini". Un guardiano del duca venne ucciso, presumibilmente dal popolo, fra Montrone e Rutigliano; a quel punto nel 1519, gli Acquaviva decisero di vendere il feudo al napoletano Giambattista Galeoti, che ne assunse il controllo il 15 giugno dello stesso anno. Invece l'avvocato Pietro Natale, che scrive nel 1801, cita come feudatario nel 1504 un certo Tommaso Paleologo il Greco, a cui sarebbe stato assegnato il feudo da Ferdinando II d'Aragona in seguito alla sua vittoria contro Luigi XII di Francia per il controllo del Regno di Napoli. Poiché favorevoli a Luigi di Francia, gli Acquaviva perserò dunque il feudo, ma lo riacquistarono e ebbero conferma del loro possedimento da parte di Carlo V d'Asburgo, per poi rivenderlo a Giambattista Galeoti nel 1519 come già detto sopra.

#### Giambattista Galeoti

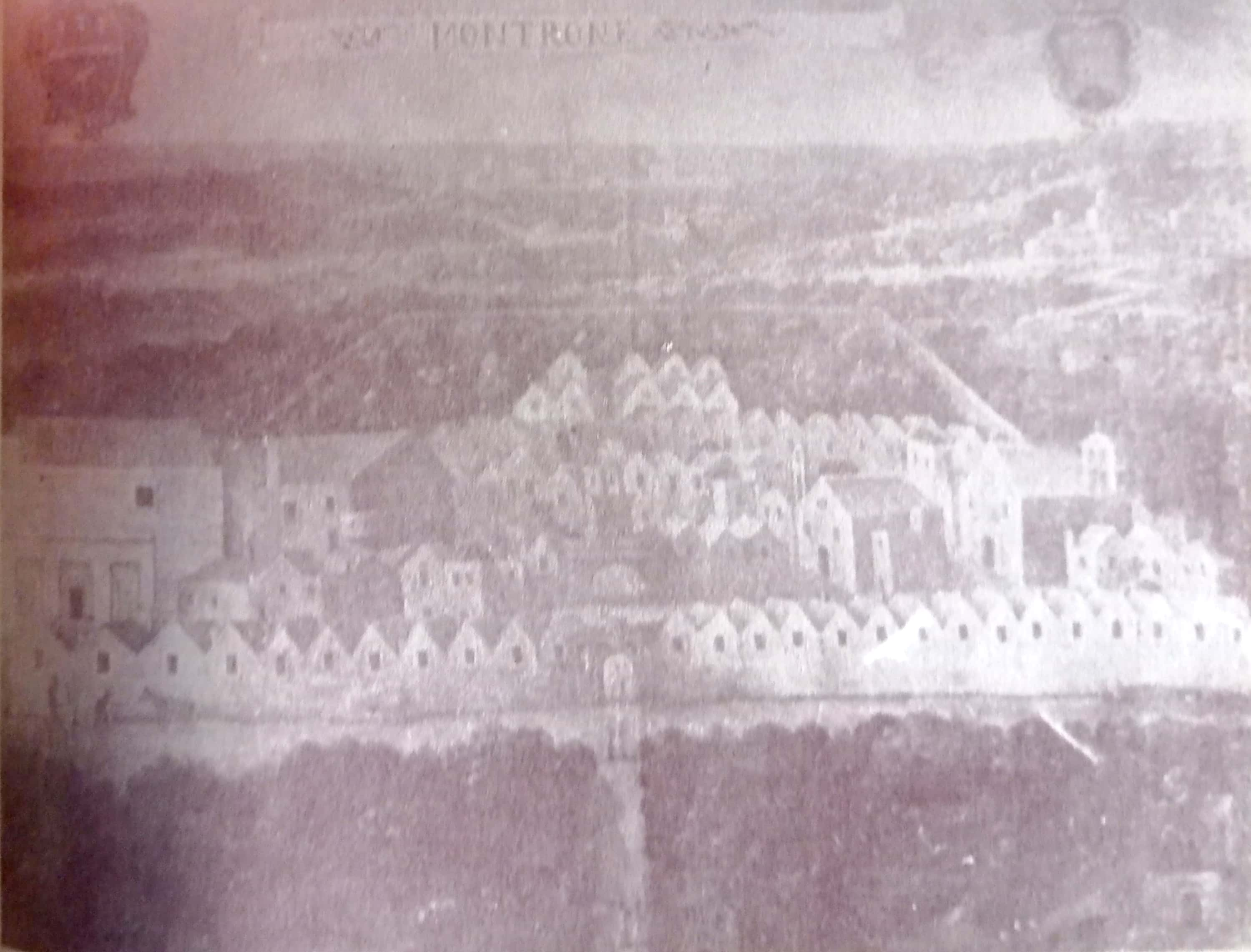
Pianta di Montrone nella metà del 1600

Don Cataldo elogia Giambattista Galeoti, poiché fu il primo a fissare dimora a Montrone e realizzò una serie di opere pubbliche per i cittadini (che all'epoca erano circa 500) a sue spese. Riferisce inoltre che i suoi successori, altrettanto graditi alla popolazioni, mantennero il feudo fino al 1629, anno in cui fu venduto ad Aurelio Furietti, principe di Valenzano. Invece Pietro Natale sostiene che Galeoti aumentò le tasse dei cittadini e che con lui iniziò un'era infelice, finita nel 1617 con la vendita del feudo ad Antonia Gentile, vedova di Aurelio Furietti e madre di Francesco Furietti, principe di Valenzano. Ad ogni modo, il feudo passò ai principi di Valenzano, che lo tennero fino al 1696, anno in cui esso fu venduto ad Alessandro Bianchi, proveniente dalla famiglia bolognese De' Bianchi.

#### Bianchi e Bianchi Dottula
Alessandro de Bianchi fu barone di Montrone dal 1696 al 1699, anno della sua morte. Lo succedette il fratello Giovanni de Bianchi. Nel 1706, dal registro dei battesimi, risulta affittuario di Montrone il nobile napoletano Giacomo Capece-Zurlo, probabilmente con Giovanni titolare del feudo. Giovanni fu barone fino al 1753, quando morì all'età di settant'anni. Ereditò la baronia suo figlio Donato de Bianchi, che per accattivarsi il favore del popolo aveva costruito un frantoio nel 1742. Donato morì nel 1773 sessantottenne, e fu seguito da suo figlio Luigi. Luigi aveva sposato Francesca Dottula, appartenente alla nobile famiglia barese dei Dottula che tuttavia andava estinguendosi. Proprio per questo motivo nel 1790, su volere di Giordano Dottula, padre di Francesca, il barone Luigi de Bianchi unì al suo cognome quello dei Dottula, dando vita alla famiglia Bianchi Dottula, e gli venne dato in riconoscenza il titolo di marchese di Montrone.

#### Eccidio per mano francese
Nel 1799, Montrone fu protagonista di una triste vicenda. Le truppe francesi di Napoleone avevano messo in fuga Ferdinando IV di Borbone, re di Napoli, e stavano procedendo alla sottomissione del sud Italia. I cittadini di Montrone erano tuttavia rimasti fedeli al re e mantennero un atteggiamento ostile verso le truppe francesi; per questo, il generale Broussier, facente parte dell'Armata di Napoli, inviò sul luogo un'ambasciata di cinquecento soldati per consigliare ai montronesi di non opporsi al passaggio delle truppe francesi, che dovevano recarsi a Rutigliano. L'ambasciata arrivò a montrone il 5 aprile, e il comandante di questa mandò avanti un trombettiere per annunciare l'intenzione delle truppe di passare amichevolmente. Tuttavia, un tale Giuseppe Macchia fucilò e uccise il trombettiere, scatenando l'ira dei francesi. Infatti le truppe, per vendicarsi, uccisero 83 montronesi, fra cui il parroco Giovanni Battista Cacciapaglia, e saccheggiarono il palazzo marchesale dei Bianchi-Dottula (dove si era arroccato il luogotenente borbonico Giambattista De Cesari, che fu costretto a fuggire). La confusione generale scatenò inoltre una rissa tra cannetani e montronesi fra le campagne, e alcuni cittadini ne approfittarono per aggiungersi al saccheggio del palazzo marchesale; anzi, sembrerebbe che al saccheggio parteciparono più gli stessi montronesi che i francesi. Con il ritorno dei Borbone fu innalzata una croce a memoria dell'eccidio.
Successivamente alla conquista francese, a Montrone cominciò a diffondersi il desiderio di liberarsi di alcune tasse imposte dalla famiglia feudataria. La questione si evolse a favore dei cittadini per via degli sviluppi storici in Italia, poiché nel 1806 Giuseppe Bonaparte, re di Napoli, abolì la feudalità. Da questo momento in poi avrà inizio lo sviluppo edilizio del paese fuori dalle mura del vecchio borgo. Tra il 1815 e il 1820 il territorio di Bari soffrì il brigantaggio delle truppe, logorate dalla guerra. In questa occasione il marchese Luigi de Bianchi Dottula fu tra quelli ad aiutare maggiormente il comune di Bari, donando 1200 ducati.

#### Ottocento
Figlio dei marchesi Luigi e Francesca fu Giordano de Bianchi Dottula, che succedette al padre come marchese, dopo la sua morte nel 1821. Giordano fu un letterato e politico italiano, noto per antonomasia come "Marchese di Montrone", e fu anche Intendente di Bari. Tuttavia, pur essendo un apprezzato autore di prose e un ottimo intendente, è probabile che non fosse così gradito ai montronesi come feudatario. A testimonianza di ciò, nel 1848 - dopo solo due anni dalla sua morte - abbiamo testimonianza di un'azione legale. Luigi Gaetani, suocero di Giordano, fece causa - in qualità di tutore dei figli minorenni di Giordano, Luigi e Francesco, che avevano ereditato i possedimenti marchesali - a nove cittadini, fra cui il parroco Beniamino Landriscina, affinché ripagassero i danni dell'abbattimento "clandestino e criminoso" del frantoio che era stato costruito da Donato Maria de Bianchi nel 1742. Gli accusati, infatti, fra il 9 e l'11 aprile 1848 avevano distrutto il frantoio "per astio e per altre loro occulte ragioni", e perché sostenevano che esso non fosse di proprietà dei marchesi, ma dei cittadini, e che fosse stato usurpato ingiustamente. La conclusione della controversia non è nota, poiché Luigi Stangarone, che riporta questa vicenda, non era in possesso di documenti che ne trattassero.
In ogni caso, dopo Giordano la famiglia marchesale perse importanza. Suo figlio Luigi ereditò il titolo di Marchese, ma non fu mai in grado di esercitare i suoi poteri. Morì nel 1876.

#### Novecento
Diversi montronesi parteciparono e persero la vita nella prima guerra mondiale; i loro nomi sono ricordati nel Monumento ai Caduti in Corso Umberto I. Nel 1915 nel paese vennero inaugurati l'acquedotto e la luce elettrica.

### Storia di Canneto
In antichità, il territorio di Canneto fu forse frazione e necropoli di Celia (odierna Ceglie), importante città della Peucezia. Lo attestano le diverse ceramiche ritrovate sul luogo che ad oggi siedono nei musei di Bari e Taranto

#### Fondazione

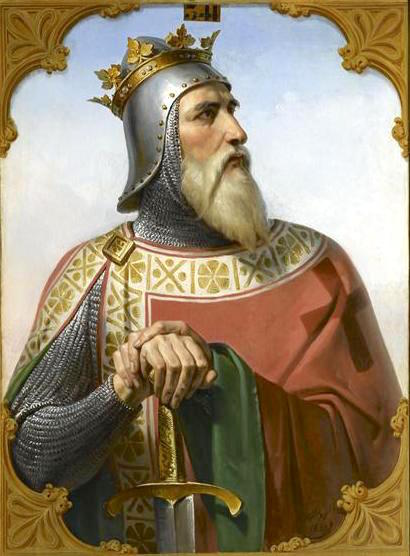
Roberto il Guiscardo, fondatore di Canneto

Secondo don Cataldo, Canneto nacque nell'XI secolo. Roberto il Guiscardo, Duca di Puglia, condusse una campagna militare tra il 1067 e il 1071 finalizzata alla conquista di Bari, che al tempo era tenuta dai Bizantini. Siccome l'assedio si rivelò difficile, presto il duca normanno dovette trovare un modo per riparare il suo esercito dalla stagione invernale. Si ricordò allora di un luogo che aveva attraversato per arrivare a Bari, ricco di canne da zucchero; i soldati normanni si accamparono dunque nelle campagne dell'odierna Canneto, dove furono in grado di costruire 265 capanne per difendersi dal freddo. Due cavalieri si interessarono al territorio, nel frattempo divenuto noto col nome di Cannitum, per via delle sue qualità; uno era di Milano e l'altro di Messina. Portata a termine la conquista di Bari, Roberto il Guiscardo diede il luogo in feudo al messinese dei due, Giosuè Galtieri, uno dei suoi cavalieri più fidati. Galtieri prese dimora nel luogo e sposò la tarantina Beatrice Curcelli. Morì nel 1095, "di dolore", poiché per via della sua vecchiaia non poté seguire Boemondo d'Altavilla, figlio del Guiscardo, nella prima crociata. Lasciò due figli: il primo, Domenico, lo succedette come feudatario, mentre il secondo, Giovenale, condusse una vita ecclesiastica e fece costruire a Canneto una chiesa dedicata a San Domenico.

#### Stella Beatrice e Alfonso Balbiano
Nel 1141, quando a Canneto si contavano circa 100 abitanti, la figlia di Domenico Galtieri, Stella Beatrice, sposò il nobile napoletano Alfonso Balbiano, che si trasferì a Canneto. Egli, appartenente ad una famiglia ricca, fece costruire fin da subito delle strade e uno spiazzale. Nel 1146, come era solito nei borghi del luogo, Balbiano fece costruire un'alta torre in stile normanno che serviva ad allertare gli altri comuni in caso di scorrerie di ladri. Fece poi scavare un corridoio sotterraneo che dalla torre terminava verso Acquaviva, nel caso in cui ci fosse stato bisogno di scappare senza esser visti. La costruzione della torre fu utimata nel 1153, lo stesso anno in cui Canneto fu riconosciuto come comune da Ruggero II, re di Sicilia. Il 21 Aprile 1169 Domenico Galtieri morì, e gli furono eredi Stella Beatrice e Alfonso Balbiano; quest'ultimo fu dichiarato legittimo sigore di Canneto da Guglielmo II il Buono nel 1176. Nel 1185 Stella Beatrice si ammalò gravemente, e Balbiano pregò la Madonna affinché guarisse. Il giorno dopo quello di Pasqua, Stella Beatrice "da morta si vide nuovamente in vita". L'anno successivo Alfonso Balbiano fece costruire, in segno di riconoscimento, la cappella della Madonna della Stella, sullo stesso luogo in cui era stato sepolto Giosuè Galtieri.

#### I Gerundi

Stemma dei Gerundi

La famiglia Balbiano tenne il feudo di Canneto fino al 1431, quando un Nicolò Balbiano vendette il feudo al napoletano Nicolò Antonio de Ofieri. L'anno dopo un Bernardo de Ofieri lo vendette a Giacomo Passarelli, sempre di Napoli. Nel 1463, poiché senza figli, Passarelli chiamò a suo erede il nipote Giovanni Gerundi, che nel suo arrivo a Canneto portò da Napoli un quadro della Vergine Maria. Nel 1473 si contarono a Canneto 496 abitanti. Gerundi ingrandì il palazzo baronale, ripulì la chiesa e fece fondere una nuova campana; nel 1478 il territorio di Canneto fu colpito dalla pestilenza, e Gerundi fece costruire al di fuori dalle mura del borgo la cappella di Maria Vergine di Costantinopoli, essendo devoto ad ella. Nel 1507 un Pietro Gerundi fu successore di Giovanni. Nel 1604 fu barone di Canneto un Alfonso Gerundi, nel 1635 un Francesco Gerundi e nel 1659 un altro Alfonso Gerundi, che sposò Camilla Capece-Zurlo.

#### I Nicolai
I Gerundi (o Girondi) mantennero il feudo fino all'8 maggio 1719, quando un Giangiuseppe Girondi lo vendette a Carlo De Nicolai, famiglia dei baroni di Basville, per 7506 ducati. Carlo De Nicolai divenne il primo Marchese di Canneto. Giunto nel borgo trovò la popolazione demoralizzata, poiché da trent'anni i Girondi vivevano a Napoli. Nel 1730 morì, e gli succedette il figlio Domenico De Nicolai, fratello del Don Cataldo che scrisse le pergamene da cui ci pervergono queste informazioni. Alla morte di Domenico nel 1758 gli succedette Francesco Paolo, e alla morte di questo nel 1775 gli succedette Giambattista, che prese il titolo di Marchese l'anno successivo nel 1776. Nel 1799 a Canneto non si consumò lo stesso eccidio che ci fu a Montrone, e ci furono solo tre morti, uccisi mentre fuggivano impauriti. Nel 1840 fu Marchese di Canneto Carlo de Nicolai.

#### Novecento
Nel 1936 il carabiniere Vittoriano Cimmarrusti, di Canneto, partecipò e morì nella guerra d'Etiopia, ottenendo per le sue gesta la medaglia d'oro al valor militare.

### Nascita di Adelfia
I comuni di Montrone e Canneto, poco distanti l’uno dall’altro, mantennero la propria autonomia amministrativa sino al 29 settembre 1927, quando il decreto n. 1903 firmato da Vittorio Emanuele III e Benito Mussolini ne sancì l'unione sotto il nome di “Adelfia” (dal greco "Adelphos" (Άδελφος), ossia "fratellanza"). Nonostante la prossimità dei due centri vi erano spiccate differenze nelle popolazioni, ad esempio per quanto riguarda le tradizioni e il dialetto. Infatti, per alcuni decenni la nascita di un'identità cittadina unitaria è stata difficoltosa. Ancora oggi ci sono due feste patronali - una per Montrone e una per Canneto - due Chiese Matrici, due centri storici, due scuole elementari, due scuole medie, due centri postali, due cimiteri, eccetera. Una stele, situata presso l’attuale municipio di Adelfia, segna gli antichi confini di Canneto e Montrone.

#### Simboli

Stemma di Adelfia

Lo stemma e il gonfalone del comune di Adelfia sono stati concessi con regio decreto del 31 gennaio 1929. Lo stemma è dato dall'unione di quello delle due entità precedenti, con una croce su tre colline sormontata da due lune e due stelle per Montrone, e delle canne su una collina per Canneto. Il gonfalone è un drappo troncato di giallo e di azzurro. Segue la blasonatura specifica:

## Monumenti e luoghi d'interesse

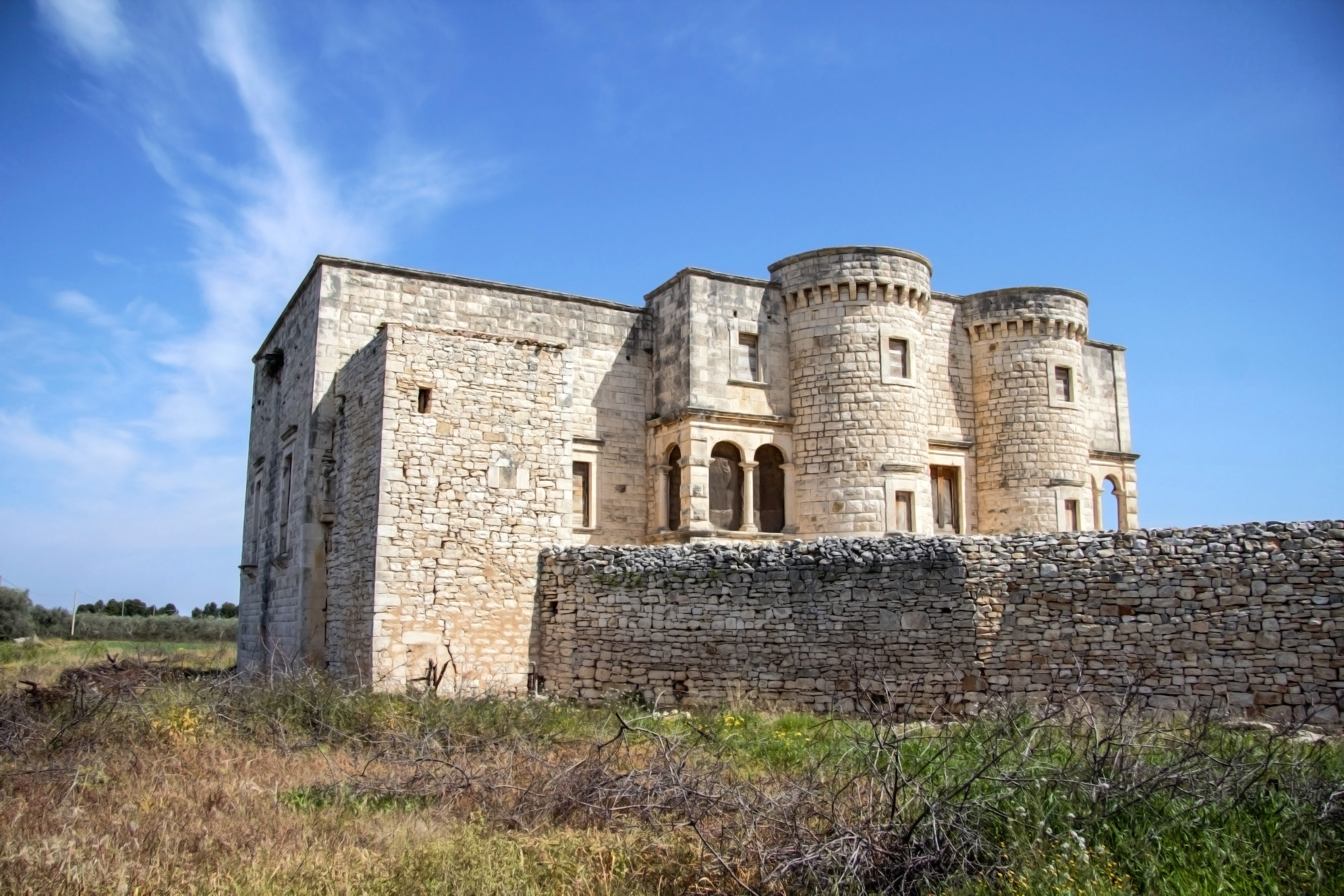
Casina Don Cataldo

Il patrimonio architettonico di Adelfia vanta l’esistenza di due centri storici, per via dello sviluppo autonomo dei rioni Montrone e Canneto.

### Architetture religiose

#### Montrone
- Chiesa di Santa Maria del Principio, edificata nel 1086 su volere di Marco Sensech.[4]
- Chiesa Madre di Montrone, edificata attorno al 1711 e intitolata a San Nicola di Bari. Essa contiene la statua di San Trifone, patrono di Montrone, scolpita dall’andriese Riccardo Brudaglio nel 1783. La Chiesa Madre fu consacrata nel 1726; fra il 1744 e il 1747 fu innalzato anche un campanile. Nel 1833 il pittore molfettese Saverio Calò ne affrescò gli interni, e nel 1926 il barese Bernardo Caprioli eseguì la decorazione in oro nella parte superiore.[4] Un dipinto pregiato, attribuito a Tiziano e raffigurante Francesco da Paola, è custodito nella chiesa.[12]

#### Canneto
- Cappella della Madonna della Stella, edificata nel 1186 su volere del feudatario Alfonso Balbiano.[4]
- Chiesa Madre di Canneto, costruita fra il 1761 e il 1763, e dedicata alla Madonna immacolata. All’interno di essa sono custodite le reliquie di San Vittoriano, patrono di Canneto.[4]

### Architetture civili

#### Montrone
- Palazzo Marchesale di Montrone, costruito nel 1396 dal feudatario Niccolò Dottula. Fu ampliato nel 1519 dal feudatario Giambattista Galeoti, e decorato con affreschi di scuola napoletana. Infine, fu rifinito nel 1790 dal marchese di Montrone Luigi de Bianchi Dottula.[4][13]
- Palazzo Angiuli (in via Valenzano, Montrone), costruito alla fine XIX secolo. Nella cappella interna, dedicata alla Madonna Immacolata, si celebra annualmente un concerto ed una messa pro Terra Santa con il patrocinio dell'Ordine del Santo Sepolcro.[4]
- Palazzo Angiuli (in corso Umberto, Montrone), costruito all’inizio del XX secolo e affrescato.[4]
- Palazzo Stangarone (in corso Umberto, Montrone), costruito all’inizio del XX secolo e affrescato.[4]

#### Canneto
- Casina don Cataldo (o anche Castello dei Fascina), costruita nel XVII secolo dal marchesi de Nicolai lungo la strada per Bitritto.[4]
- Villa Gigia (o anche Villa Monteleone), costruita nel XIX secolo a Canneto.[4]

### Architetture militari
- Torre normanna di Canneto, costruita dal feudatario Alfonso Balbiano fra il 1147 e il 1153. È alta 19 metri ed è composta da 4 piani. Termina con un coronamento di archetti pensili su mensole. È stata dichiarata monumento nazionale nel 1920, insieme all'adiacente palazzo marchesale di Canneto.[4]

## Società

### Evoluzione demografica
Abitanti censiti

A lungo l'emigrazione – prima oltreoceano, e poi verso il Nord Italia e altri paesi europei – ha determinato il saldo demografico di Adelfia. Ancora oggi il fenomeno dell’emigrazione è visibile nei più giovani; tuttavia recentemente Adelfia, grazie alla vicinanza con Bari, rispetto alla quale presenta un costo di vita più economico e una tranquillità maggiore, ha visto crescere la sua popolazione significativamente.

### Etnie e minoranze straniere
Gli stranieri residenti ad Adelfia, secondo le statistiche risalenti al 31 dicembre 2019, erano 446 (pari al 2,64% della popolazione complessiva). Le comunità più numerose sono:
- Albanesi: 115
- Senegalesi: 85
- Rumeni: 52
- Nigeriani: 25

## Cultura

### Eventi

#### Festa patronale di San Trifone
La festa più importante di Adelfia è la venerazione di san Trifone martire, patrono di Montrone, che secondo la tradizione protesse il paese durante l'epidemia di peste del 1691, e scacciò un'invasione di cavallette (come mostra l’iconografia del santo, rappresentato con una cavalletta sulla lancia). Le reliquie di san Trifone vennero donate a Montrone dal vescovo di Cattaro, per mezzo del vescovo di Gallipoli.
La festa si celebra ogni anno, con i giorni principali che vanno dal 9 all'11 novembre. Fa convergere nella città molti turisti, provenienti da tutta Italia, anche per la gara di giochi pirotecnici che si verifica durante la festa. Sin dal primo giorno la “Bassa Musica di Adelfia”, localmente nota semplicemente come “Il Tamburo” (u Tammore in dialetto) percorre giorno e notte il centro abitato, suonando dei pezzi popolari, fra cui la "Marcia dell'asino" (Marcie du ciuccie).
La sera del 9 novembre, il quadro del santo viene portato in processione fino alla piazza di Montrone, e si procede al lancio di una mongolfiera. Dopodiché la serata si anima con concerti, che proseguono fino a notte inoltrata. Il 10 novembre, alle 4 di notte, un colpo secco sparato da un mortaio di 12 cm sancisce l’inizio della giornata più importante della festa. Molti fedeli raggiungono la chiesa madre di Montrone per assistere alla prima messa delle 4:30. Dalle 10:00 i concerti bandistici e la “riffa”, cioè l’insieme di offerte dei fedeli che vogliono portare la statua del santo in spalla, precedono un'altra processione. Questa viene percorsa per le vie della città, ed è accompagnata fra gli altri da molti bambini, alcuni dei quali a cavallo, che per devozione familiare indossano gli abiti del santo. La processione è chiusa dalla consegna delle chiavi della città da parte del sindaco, che avviene nelle vicinanze dell’arco con orologio di Montrone. Nel pomeriggio ha luogo la suddetta gara pirotecnica, che dura circa tre ore.
L’11 novembre, a conclusione dei festeggiamenti, la processione percorre nuovamente il paese, e la statua del santo è portata in spalla degli emigranti che sono tornato ad Adelfia per l’occasione. La domenica successiva alla festa, detta di “San Trifone nella nicchia” (San Trefon ‘iinde a ua’ ‘nnicchie) la statua del santo viene posta nella nicchia della Chiesa Madre, dove resterà fino alla prossima festa patronale.
Dal punto di vista gastronomico, durante la festa di San Trifone ha luogo una “sagra dell’agnello”, durante la quale si possono mangiare – presso le rosticcerie allestite appositamente fra le strade – delle costatine di agnello e delle frattaglie alla brace (dette nghimmiredde), accompagnate da costine di sedano e fette di provolone, oltre che del vino locale.

#### Altre manifestazioni
- Festa della Madonna della Stella[4]
- Festa patronale di San Vittoriano[4]
- Festa della Madonna della Pietà[4]
- San Vittorianicchio[4]
- Giornata dell'Emigrante, che ricorda l’emigrazione che ha caratterizzato Adelfia[4]

## Economia
La principale attività economica adelfiese, grazie alle caratteristiche del terreno, è la coltivazione di uva (in particolare dell’uva Regina, presente in due varianti locali dette Mennavacca e Pizzutella, e dell’uva baresana, e in minor numero anche delle uve Primus e Moscato nero). Negli ultimi anni la produzione di vino primitivo ha valorizzato il territorio. In misura minore rispetto all’uva e al vino sono prodotti anche olive e olio. Le attività non legate all’agricoltura sono poche, e limitate a poche imprese nel settore manifatturiero.

## Infrastrutture e trasporti
La strada principale che collega Adelfia a Bari è la strada statale 100, che corre a est del centro abitato. I rioni di Canneto e Montrone sono fisicamente separati dalla linea ferroviaria Mungivacca-Putignano, in concessione alle Ferrovie del Sud Est. Nel 2010 è stato completato l'interramento del tratto ferroviario urbano finalizzato all'eliminazione del passaggio a livello tra i due rioni ed è stata aperta al pubblico la nuova stazione.

## Amministrazione
Di seguito è presentata una tabella relativa alle amministrazioni che si sono succedute in questo comune.
| Periodo          | Periodo         | Primo cittadino            | Partito                                           | Carica              | Note   |
| ---------------- | --------------- | -------------------------- | ------------------------------------------------- | ------------------- | ------ |
| 28 luglio 1988   | 7 giugno 1993   | Antonio Mastrogiacomo      | Partito Socialista Italiano                       | Sindaco             | [ 17 ] |
| 14 giugno 1993   | 8 novembre 1995 | Francesco Pirolo           | centro, Democrazia Cristiana                      | Sindaco             | [ 17 ] |
| 10 novembre 1995 | 10 giugno 1996  | Giuseppe Guetta            |                                                   | Comm. straordinario | [ 17 ] |
| 10 giugno 1996   | 10 gennaio 1997 | Emanuela Clotilde Angiuli  | centro-sinistra                                   | Sindaco             | [ 17 ] |
| 10 gennaio 1997  | 28 aprile 1997  | Erminia Cicoria            |                                                   | Comm. pref.         | [ 17 ] |
| 28 aprile 1997   | 14 maggio 2001  | Ermanno Maria Nino Macchia | sinistra                                          | Sindaco             | [ 17 ] |
| 14 maggio 2001   | 30 maggio 2006  | Francesco Nicassio         | centro-destra                                     | Sindaco             | [ 17 ] |
| 13 giugno 2006   | 12 maggio 2010  | Francesco Nicassio         | centro-destra                                     | Sindaco             | [ 17 ] |
| 12 maggio 2010   | 10 giugno 2011  | Vittorio Lapolla           |                                                   | Comm. straordinario | [ 17 ] |
| 19 maggio 2011   | 20 giugno 2016  | Vito Antonio Antonacci     | lista civica ”Antonacci, il sindaco che vogliamo” | Sindaco             | [ 17 ] |
| 20 giugno 2016   | in carica       | Giuseppe Cosola            | lista civica                                      | Sindaco             | [ 17 ] |